# رون أندرسون (لاعب كرة السلة)
رون أندرسون (بالإنجليزية: Ron Anderson)‏ مواليد 12 سبتمبر 1989 في أبر مارلبورو، هو لاعب كرة سلة أمريكي معتزل. بدأ مسيرته الاحترافية في سنة 2012. حمل الرقم 5. يبلغ طوله 6 قدم 8 بوصة (2.0 م). لعب مع أوكلاهوما سيتي بلو وويستتشستر نيكس.

## روابط خارجية
- رون أندرسون على موقع سبورتس رفرنس (الإنجليزية)
- رون أندرسون على موقع كرة السلة الأوروبية.كوم (الإنجليزية)
- رون أندرسون على موقع كلية كرة السلة في سبورتس رفرنس.كوم (الإنجليزية)
- رون أندرسون على موقع ريلجم (الإنجليزية)
- رون أندرسون على موقع بروبوليرز (الإنجليزية)
- رون أندرسون على موقع سبورتس رفرنس (الإنجليزية)